# Сальдуеро
Сальдуеро (ісп. Salduero) — муніципалітет в Іспанії, у складі автономної спільноти Кастилія-і-Леон, у провінції Сорія. Населення — 184 особи (2010).
Муніципалітет розташований на відстані близько 180 км на північний схід від Мадрида, 31 км на північний захід від Сорії.

## Демографія
Динаміка населення (INE ):

## Галерея зображень

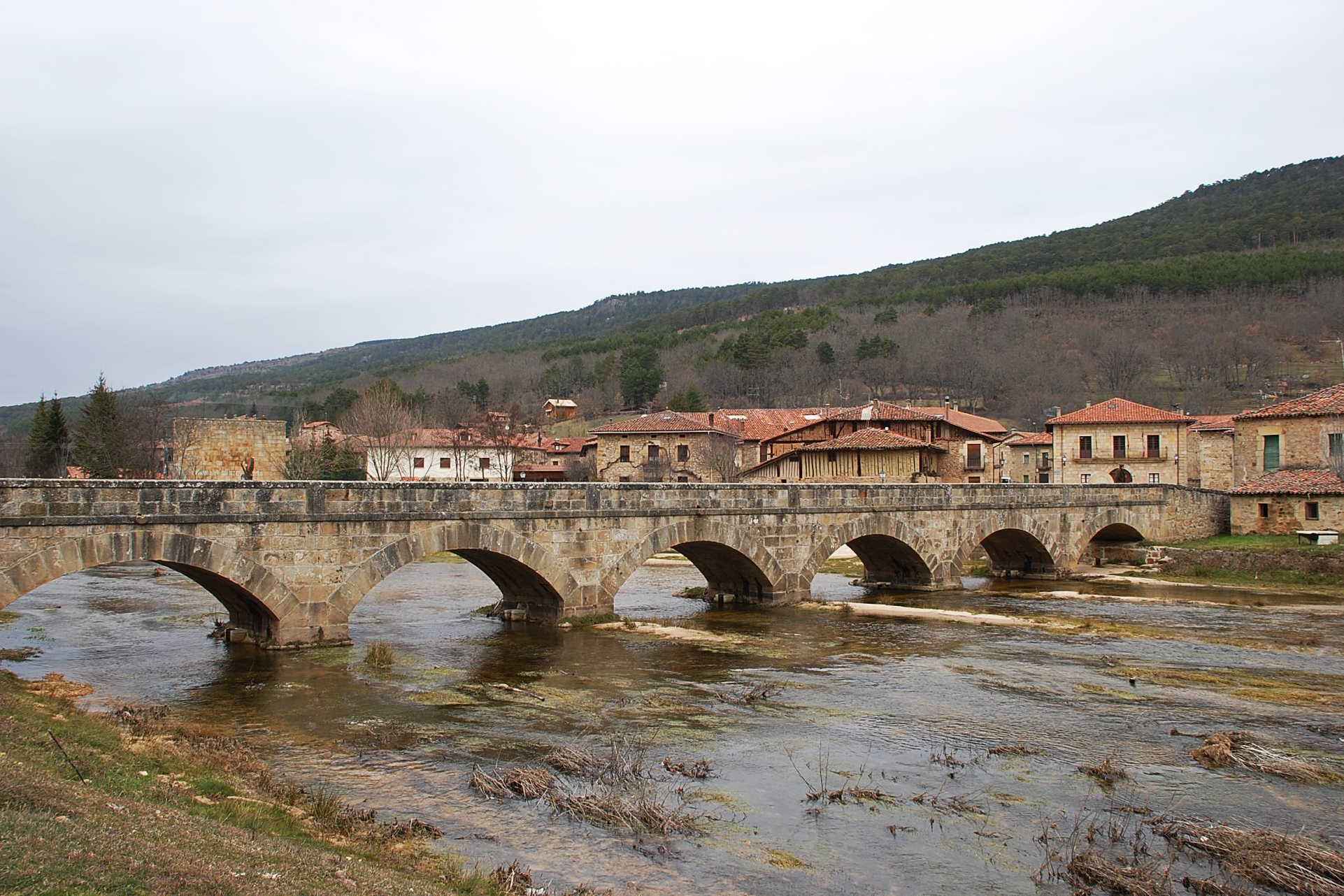
Дуеро, Сальдуеро
Розташування муніципалітету Сальдуеро
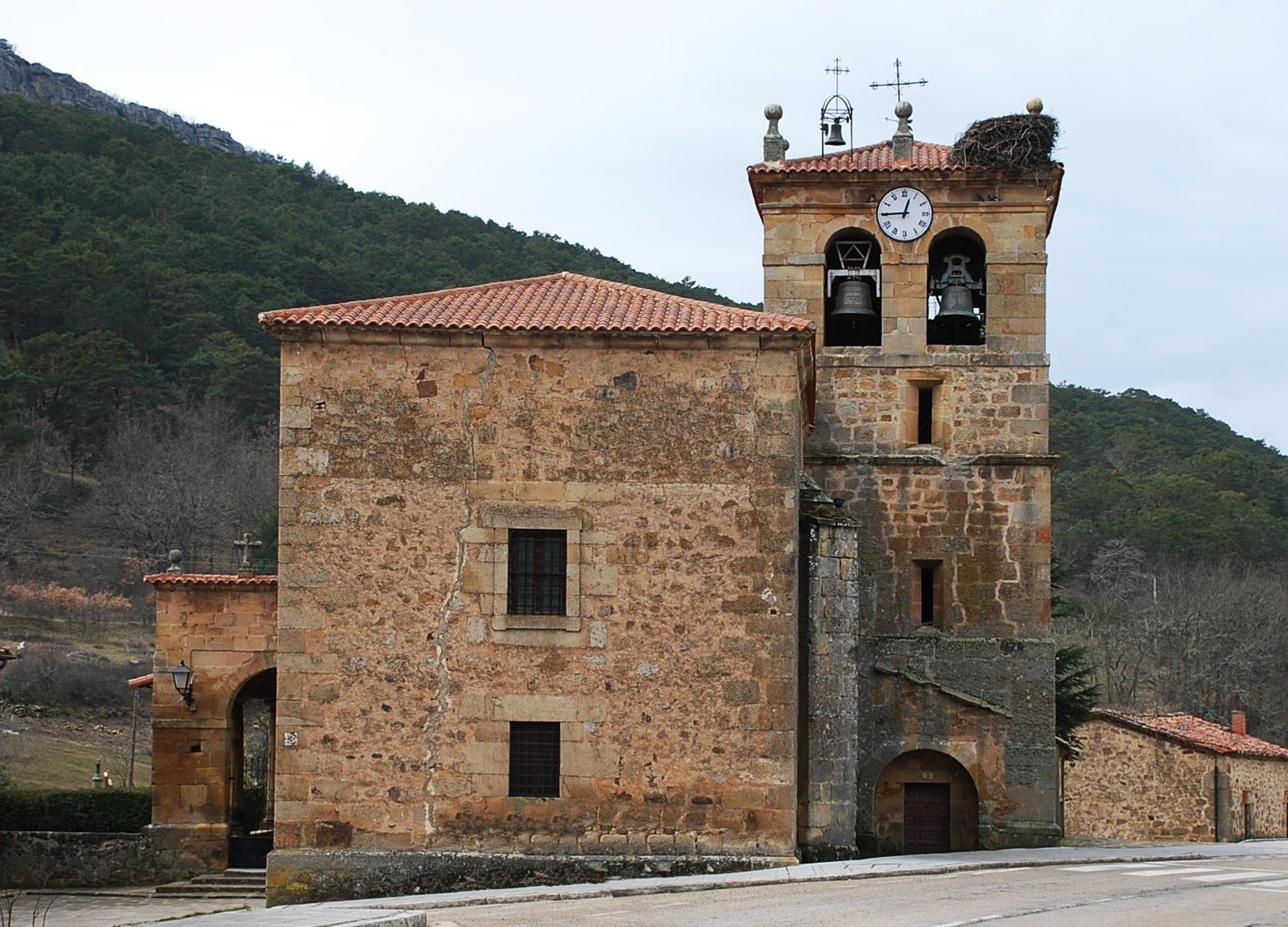
Церква Сан-Хуан-де-Дуеро